# Słopnice (gemeente)
De gemeente Słopnice is een landgemeente in het Poolse woiwodschap Klein-Polen, in powiat Limanowski.
De zetel van de gemeente is in Słopnice.
Op 30 juni 2004 telde de gemeente 5848 inwoners.

## Oppervlakte gegevens
In 2002 bedroeg de totale oppervlakte van gemeente Słopnice 56,74 km², waarvan:
- agrarisch gebied: 53%
- bossen: 40%

De gemeente beslaat 5,96% van de totale oppervlakte van de powiat.

## Demografie
Stand op 30 juni 2004:
| Omschrijving                   | Totaal | Totaal | Vrouwen | Vrouwen | Mannen | Mannen |
| ------------------------------ | ------ | ------ | ------- | ------- | ------ | ------ |
| eenheid                        | aantal | %      | aantal  | %       | aantal | %      |
| inwoners                       | 5848   | 100    | 2890    | 49,4    | 2958   | 50,6   |
| bevolkingsdichtheid (inw./km²) | 103,1  | 103,1  | 50,9    | 50,9    | 52,1   | 52,1   |

In 2002 bedroeg het gemiddelde inkomen per inwoner 1409,23 zł.

## Administratieve plaatsen (sołectwo)
sołectwo: Słopnice Dolne (sołectwa I en V), Podmogielica (sołectwo II), Słopnice Górne (sołectwo III) en Granice (sołectwo IV).

## Aangrenzende gemeenten
Dobra, Kamienica, Limanowa, Limanowa, Tymbark